# Oude Tonge
Oude Tonge – miasto w Holandii, w prowincji Holandia Południowa, w gminie Goeree-Overflakkee.